# 印度棗
印度棗是鼠李科棗屬植物，原產中國雲南、四川、廣西、廣東以及南亞、東南亞、非洲。

## 蜜棗

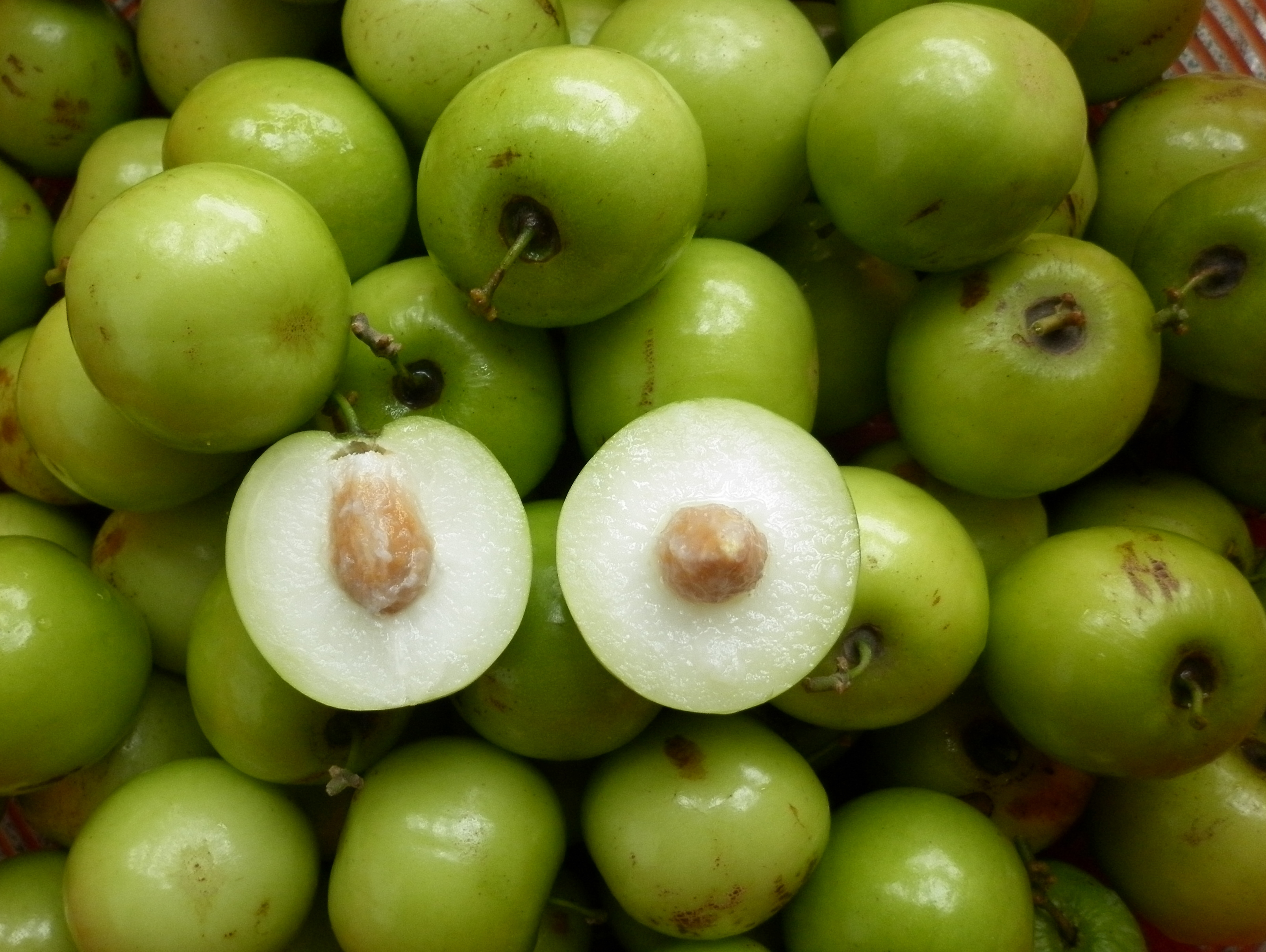

臺灣於1944年引進印度棗，之後在臺灣培育出如「蜜棗」等品種，又稱為「臺灣青蘋果」、「青枣」。
蜜棗生長季節從12月開始，直到隔年3月都是產季，蜜棗每100g約有45 ～70mg的維生素C，另含膳食纖維、鐵、鉀等營養。